# ヴィルヘルム・ハインリヒ・リール
ヴィルヘルム・ハインリヒ・リール（ドイツ語: Wilhelm Heinrich Riehl、1823年5月6日 - 1897年11月16日）は、ドイツのジャーナリスト、小説家、民俗学者、歴史家。

## 生涯
出生から修学期
1823年、旧ナッサウ公領（現・ヘッセン州）のビーブリッヒ（現・ヴィースバーデンの一部）で生まれた。父はナッサウ公の城の監督官で、息子を視察旅行に同伴させた。ヴィースバーデンのラテン語学校を経て、1841年にはヴァイルブルクのギムナジウムに進学。1843年までマールブルク大学、テュービンゲン大学、ギーセン大学で神学を学んだ。
その後、ボン大学でエルンスト・アルント教授に出会い、哲学・歴史学・美術史へと志望を変えた。
ジャーナリストとして
1841年からはフリーのジャーナリストとして経済・教会政治・林業と農業について記事を書くようになった。1848年から1851年までフランクフルト・アム・マイン、カールスルーエ、ヴィースバーデンを活動の本拠地とし、ヴィースバーデンでは宮廷劇場の音楽監督も委託されている。1851年から1854年までは『アルゲマイネ・ツァイトゥング』紙の編集者としてアウクスブルクに居住し、古いドイツの都市生活への興味を強めた。
1854年、バイエルン王マクシミリアン2世に招かれミュンヘン大学の国家経済学部の名誉教授に任命された。1859年にミュンヘン大学の文化史と統計学の教授を拝命。イギリスの歴史家ジョン・E・アクトンがリールの文明史講義に出席し、その印象を書き残している。1862年に科学アカデミーの一員となった。1885年にバイエルン国立博物館、およびバイエルン州のモニュメント・骨董品の管理監督者となった。74歳でミュンヘンに没した。

## 研究内容・業績

### 民俗学の確立と特徴
リールによると民俗学は18世紀に創始されたものだが、その材料は歴史と同じくらい古いという。すなわち、ホメーロス、聖書、ヘロドトスは民俗学にとっての鉱山にあたる。歴史学の主著『ドイツ民族の自然史』は、人間が与えられた限界の内部においてのみ発展できることを示そうとしている。リールはドイツをその自然条件によって3つの地域に分かち、習慣・土地の利用・衣食住・信仰にさえあらわれる差異を指摘した。
リールは民俗学をグリム兄弟とその弟子たちによる神話学の方向（現行の習俗を神話に遡らせて意味づける）ではなく、現実の様態に重点を置くべきであるとして、名指しこそしなかったもののグリム兄弟を批判した。その集約的な表現は1858年の講演「学問としてのフォルクスクンデ」で、ドイツ民俗学のなかで20世紀に入ってから絶えず顧みられる重要文献となり、また曲がり角のたびに「リールに帰れ」が叫ばれてきた。もっともリールの全体像が守旧的であるとの批判も消えず、論争の的になることもたびたびであった。いずれにせよ、リールはグリム兄弟流の民俗研究とは別の立脚点ゆえに指標となってきた。
リールはフォルクスクンデ（民俗学）を「国家学」であると標榜していた。バイエルン国王マクシミリアン2世がリールをミュンヘンに呼んだのも、そのドイツ地域の国家構想のオピニオンリーダーの役割を期待したためであった。リールは、ドイツ地域は、自然・歴史・伝統から、北部のプロイセンなど、南部のオーストリア、そしてバイエルンを含む中部の三分割が自然なあり方であることを説いていたからである。
リールは音楽批評家でもあったので、音楽が詩や科学と同じように文化の大きな要因であり、音楽形式の進歩がドイツ人の感情の歴史における問題を解決すると論じた。彼は「国家」という要因には比較的に無関心であり、ハインリヒ・フォン・トライチュケのような国家主義的な歴史家からは「サロンの文筆業者」と軽蔑されることとなる。

### 評価
文化史家のゲオルク・シュタインハウゼンはヤーコプ・ブルクハルトやグスタフ・フライタークよりも、庶民の生活を描写するにあたってリールが優れていると主張する。小説家としてのリールは、もっとも平凡な地方や人々に着目して意味を見いだし、歴史の大きな変わり目にあたって思いがけない出来事に見舞われる庶民を好んで描いた。邦訳としては『リール作品集』（白水社、昭和17年）がある。

## 著作
- Richard Zürbach（小説、1843年）
- ドイツ民族の自然史 Naturgeschichte des deutschen Volkes als Grundlage einer deutschen Socialpolitik（全4巻、1851年 - 1869年） 
  - 第1巻 Land und Leute
  - 第2巻 Die bürgerliche Gesellschaft
  - 第3巻 Die Familie
  - 第4巻 Wanderbuch
- Musikalische Charakterköpfe（1853年）
- Culturgeschichtliche Novellen（1856年）
- Die Pfälzer. Ein rheinisches Volksbild（1857年）
- Kulturstudien aus drei Jahrhunderten（1859年）
- Die deutsche Arbeit（1861年）
- Geschichten aus alter Zeit（1863-1864年）
- Über den Begriff der bürgerlichen Gesellschaft（1864年）
- Neues Novellenbuch（1867年）
- Gotthold Ephraim Lessing als Universitätsfreund（1873年）
- Freie Vorträge（1871年、1885年）
- Aus der Ecke. 7 neue Novellen（1874年）
- Burg Neideck（小説、1875年）
- Am Feierabend, 6 neue Novellen（短編小説集、1880年）
- Lebensräthsel. 5 Novellen（短編小説集、1888年）
- Kulturgeschichtliche Charakterköpfe（1891年）
- Religiöse Studien eines Weltkindes（1894年）
- Ein ganzer Mann（小説、1897年）

## 参考
- G・P・グーチ『近代史学史』History and Historians in the Nineteenth Century（1913年）